# インシデント
インシデント (英: incident) は、事故（アクシデント）などの危難が発生するおそれのある事態を言う。

## 定義

### 社会セキュリティにおける定義
社会セキュリティに関する用語を定義するISOのISO22300、およびそれと同等なJIS Q 22300:2013 では次のように定義されている。
| 「                 | Incident Situation that might be, or could lead to, a disruption, loss, emergency or crisis. 「中断・阻害、損失、緊急事態、危機に、なり得るまたはそれらを引き起こし得る状況」 | 」 |
| —ISO22300 (2.1.15) | |    |

### 情報セキュリティにおける定義
情報セキュリティマネジメントシステムを定義するISO 27000、およびそれと同等なJIS Q 27000では、情報セキュリティに関するインシデントを以下のように定義している：
| 「                          | 情報セキュリティインシデント（英: information security incident） 望まない単独若しくは一連の情報セキュリティ事象，又は予期しない単独若しくは一連の情報セキュリティ事象であって，事業運営を危うくする確率及び情報セキュリティを脅かす確率が高いもの。 | 」 |
| —JIS Q 27000:2014 箇条 2.36 | |    |

アメリカ国立標準技術研究所(NIST)のガイドラインであるSP 800-61 コンピュータセキュリティインシデント対応ガイドでは、以下のように定義している：
| 「                                                             | コンピュータセキュリティインシデント（事件） 組織が定めるセキュリティポリシーやコンピュータの利用規定に対する違反行為または差し迫った脅威、あるいは、標準的なセキュリティ活動に対する違反行為または差し迫った脅威を示す | 」 |
| —NIST SP 800-61 コンピュータセキュリティインシデント対応ガイド | |    |

### ITサービスマネジメントにおける定義
ITサービスマネジメントのベストプラクティスであるITIL（英: Information Technology Infrastructure Library）においてインシデントは以下のように定義されている
| 「                    | インシデント サービスの中断又はサービス品質の低下を引き起こす、あるいは引き起こす場合がある、サービスの標準オペレーションに含まれていないあらゆるイベント | 」 |
| —ITILサービスサポート | |    |

詳細はサービスサポート#インシデント管理を参照。

### 航空・鉄道
日本では、航空法第76条の2において、航行中に他の航空機との衝突・接触の恐れがあった場合と、「事故が発生するおそれがあると認められる国土交通省令で定める事態が発生したと認めたとき」（同法）は機長が国土交通大臣に報告することが義務付けられている。この報告義務が発生する事態を重大インシデントという。
これに該当する事態は、航空法施行規則第166条の4により定められている。
鉄道事業法第19条の2では、「列車又は車両の運転中における事故が発生するおそれがあると認められる国土交通省令で定める事態が発生したと認めたとき」（同法）は鉄道事業者が国土交通大臣に報告することが義務付けられている。この報告義務が発生する事態を重大インシデントという。
これに該当する事態は、鉄道事故等報告規則第4条により定められている。
鉄道重大インシデントの例
- 閉塞違反（閉塞が開通しないうちに列車が走行）- 安全側線への進入もこれに該当する
- 進路支障（支障進路に進行を許す現示が出たり、進行を許す現示が出た進路が支障された場合）
- 冒進（停止信号を冒進し、本線の他の進路を支障）
- 逸走（停車場間の本線を逸走）
- 線閉違反（工事等のため線路閉鎖している区間に列車が進入）
- 車両脱線（列車の脱線は鉄道事故となる。）
- 線路障害、施設障害（線路や保安施設等に安全に支障のある障害等が発生）
- 車両障害（車両に安全に支障のある障害等が発生）
- 危険物漏洩

## インシデントの分析

### SHELモデル
インシデントを減少させるためにはなぜそれが起こったかという要因分析が重要である。例としてSHEL（シェル）モデルがある。
- S: ソフトウェア（英: Software）…… マニュアルなど
- H: ハードウェア（英: Hardware）…… 道具、機器
- E: 環境（英: Environment）
- L: 個人的要素（英: Liveware）…… 性格なども含む

これらの要因ごとに分析をし、そのインシデント発生の原因を把握して対処する。
Lを当事者と周囲の人々の二つに分けてSHELL（シェル）モデルということもある。
SHEL モデルは、航空事故に関して 1972年に Elwin Edwards によって作られたモデルをもとに、1975年に Frank H Hawkins が作った。
これが日本では徐々に医療・介護分野でも応用されていった。

### ハインリッヒの法則
1件の重大事故（重傷以上）があれば、その背後に29件の軽度の事故があり、300件のインシデントが潜んでいる。この経験則をハインリッヒの法則という。この法則に基づいて、予防可能な不安全行動や不安全状態をなくすことによって、重大事故のリスクを減少させることができる。